# شجرة السيكوا
شجرة السيكوا تعتبر شجرة السيكوا العملاقة الأمريكية اطوال اشجار العالم حيث يبلغ طولها 85 مترا و محيط جزعها 35 مترا
و تعتبر شجرة السيكوا الساحلية الاضخم في العالم بلا منازع حيث يصل طولها الي 120 مترا